# Casa Damianet
La Casa Damianet és una obra de Mas de Barberans (Montsià) inclosa a l'Inventari del Patrimoni Arquitectònic de Catalunya.

## Descripció
Antiga casa-molí de ginc o barra situat en un extrem de l'illa de cases. Encara conserva la torre del ginc, contrapès massís visible des de l'exterior i amb golfes obertes.
L'interès se centra sobretot en els grans contraforts peraltats que la reforcen, fets de maçoneria amb alguns carreus a les cantonades; es troben al sector on el desnivell del terreny fa guanyar un pis, pel carrer de sota.
Aquesta casa, com totes les del carrer, són obres de maçoneria ordinària amb cobertes de teula i força balcons.

## Història
Antic molí conegut amb el nom de Can Damianet o Casa Honori.